# Vermutung aufklärungsrichtigen Verhaltens
Die Vermutung aufklärungsrichtigen Verhaltens ist ein Begriff aus der Beratungshaftung im deutschen Schuldrecht. Sie geht auf eine Entscheidung des Bundesgerichtshofs aus dem Jahr 1973 zurück (Richterrecht) und hilft, das Problem der Kausalität einer Falschberatung oder einer unterlassenen Beratung für den entstandenen Schaden zu lösen.
Danach wird vermutet, dass der Adressat einer fachlichen Aufklärung – also der Patient eines Arztes oder der Mandant eines Rechtsanwalts oder der Kunde eines Anlageberaters – sich gemäß der korrekten fachlichen Aufklärung verhalten hätte, wenn die fachliche Beratung tatsächlich (im Fall der Nichtberatung) oder korrekt (im Fall der Falschberatung) stattgefunden hätte. Es wird also zugunsten des Geschädigten vermutet, dass der Schaden seine Ursache (die sogenannte haftungsausfüllende Kausalität) in der Pflichtverletzung des Beraters hat, der gegen eine Informationspflicht verstoßen hatte.
Die Vermutung aufklärungsrichtigen Verhaltens ist eine Regel zur Beweislastumkehr im Zivilprozess: Nicht der Geschädigte muss die Pflichtverletzung des Schädigers und deren Ursächlichkeit für den daraus folgenden Schaden beweisen, sondern der Schädiger muss im Schadensersatzprozess darlegen – und im Bestreitensfalle beweisen – dass „der Schaden auch bei pflichtgemäßem Verhalten eingetreten wäre, weil sich der Geschädigte über jeden Rat und Hinweis hinweggesetzt hätte“, wie es im amtlichen Leitsatz von BGHZ 61, 118 heißt.
Zum Beispiel ist es dem Anwalt als Beklagten des Haftungsprozesses möglich, zu behaupten und unter Beweis zu stellen, dass sein Mandant, der Kläger des Haftungsprozesses, auch dann den Prozess geführt hätte, wenn er ihm ausdrücklich von der Führung des Prozesses abgeraten hätte. Gelingt dieser Beweis, ist die Haftungsklage mangels Kausalität zwischen Pflichtverletzung und Vermögensschaden als unbegründet abzuweisen.